# وولدمار ماگی
وولدمار ماگی (استونیایی: Voldemar Mägi; ۴ نوامبر ۱۹۱۴ – ۱۸ فوریهٔ ۱۹۵۴) کشتی‌گیر اهل استونی بود. وی در مسابقات ۷۹ کیلوگرم کشتی فرنگی بازی‌های المپیک تابستانی ۱۹۳۶ اشاره کرد.